# Microperoryctes murina
Espèce
Statut de conservation UICN

 VU  : Vulnérable
Microperoryctes murina  est une espèce de mammifères marsupiaux, endémique de Nouvelle-Guinée occidentale.